# Маркермер
52°34′00″ пн. ш. 5°13′00″ сх. д. / 52.566666666667° пн. ш. 5.2166666666667° сх. д.
Маркермер (нід. Markermeer) — озеро в Нідерландах, частина колишнього затоки Зейдерзе. Розташоване між провінціями Північна Голландія і Флеволанд, відокремлена від північного озера Ейсселмер дамбою Гаутрібдеїк. Площа озера 700 км², глибина становить близько 3 м.
Назва озера походить від невеликого острова, нині півострова Маркен, розташованого у південно-західній частині озера. Півострів відгороджує від озера затоку Гаувзе. У північно-західній частині озера у міста Горн розташована затока Горнс-Гоп. Південно-західна частина озера має називу Еймер — раніше в тому місці в Зейдерзе впадала річка Ей.
В рамках проекту «Зейдерзе» після будівництва дамби Афслютдейк, що перетворила затоку Північного моря в прісноводне озеро, почалося активне осушення земель. У тому числі на місці Маркермер планувалося створити польдер Маркервард. Але після завершення будівництва дамби Гаутрібдеїк в 1976 році з'явилися питання про фінансову раціональності осушення озера, і в 1980-х роках роботи були зупинені на невизначений термін. З тих пір озеро має власну екологічну та рекреаційну цінність — Маркермер використовують як прісноводне водосховище, що згладжує коливання води в періоди високої води і посух. У посуху 2003 року воду з Маркермер використовували для підтримки рівня води в каналах Амстердама.